# Вердиалес

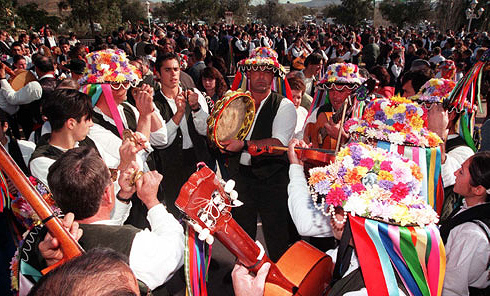
Панда вердиалес в Валье-де-Абдалахис.

Вердиа́лес (исп. verdiales — сорт оливок из Малаги, остающихся зелеными и после созревания) — музыкальный стиль фламенко, принадлежащий к народным песням (исп. Cante chico).
Возникший в районе испанского порта Малага (Андалусия, Испания), вердиалес за свою основу взял испанский народный танец — фанданго (поэтому его иногда называют также Малагское фанданго). Вердиалес, как правило, исполнялся на больших крестьянских празднествах в сопровождении оркестра, называемого panda (панда). Инструментальная группа традиционно состояла из скрипки, тамбурина, 2—4 гитар, как минимум, 2-х тарелок, кастаньет, иногда присоединялась и мандолина. Все танцоры, музыканты и певцы на местном наречии назывались «Группой Вердиалеса», а само выступление — «Праздником Вердиалеса».
Крестьянское происхождение данного стиля значительным образом повлияло на манеру его исполнения.
Исполняемый в основном в Ми-мажоре (реже в Ля-миноре), вердиалес имеет 12-дольный ритмический рисунок, схожий с солеарес и булериас.
Вердиалес с музыкальной точки зрения вызывает большой интерес по трем причинам:
- давность его происхождения: по мнению специалистов фламенко, вердиалес — наиболее ранняя форма фанданго в Малаге, а возможно, и всего фанданго Андалусии. Существует мнение о том, что «Малагское фанданго — самое древнее фанданго в истории Испании»;
- его самобытность: речь идет о крестьянском происхождении стиля; по мнению специалистов, сельское исполнение Вердиалеса очень мало изменилось и сохранило свою первоначальную, суровую и подлинную природу;
- его актуальность: в противоположность другим андалусским праздничным выступлениям, потерявшим свою актуальность в связи с изменениями культурной среды, искусство вердиалеса продолжает передаваться от отца к сыну и в наше время; поэтому в данном случае речь идет о настоящем живом фольклоре.

Вплоть до середины XX века, вердиалес относили к сельскому фольклору, но массовое переселение крестьян из деревни в город понемногу приблизило городское население к этому типу фанданго, со временем вердиалес стал практически символом Малаги.